# Pack (Einheit)
Pack war als englisches Gewichtsmaß und deutsches Stückmaß bekannt.
Allgemein war ein Pack gleichbedeutend mit einem Fardel, einem Gebinde (nicht zu verwechseln mit dem Gebinde als unselbstständige Untereinheit eines Stranges) oder einem Bündel; dagegen war ein Ballen oder Ballot ein großer Pack.
Packen war ein russisches Gewichtsmaß von 490,79 Gramm, das entsprach 30 Pud oder 3 Berkowitz.

## Stückmaß
- Im Tuchhandel 1 Pack Tuch = 10 Stück zu 22 Tuch mit je 32 Ellen
- Spielkarten 1 Pack Spielkarten = 10 Spiele = 12 Stoß = 300 Blätter
- Papierindustrie 1 Pack Papier = 15 Rieß

Im französischen Ostindien waren
- 1 Pack Ochsenhäute = 100 Häute
- 1 Pack Rohr (indianisches) = 25 oder 50 auch 100 Stück Rohr

In Russland war das Stückmaß:
- 1 Pack = 1050 Stück Hasenfelle
- 1 Pack = 25 Stück Kalmank (älterer Begriff für Lasting, ein atlasbindiges Kammwollgewebe[4])

## Gewichtsmaß
Als englisches Handelsgewicht für Wolle und Wollgarne
- 1 Ballen = 240 Pfund

Bei Garn (siehe Hank (Einheit)) galt
- 1 Ballen = 60 Pack/Packen
- 1 Pack = 4 Pfund (engl.) = 1814,5 Gramm
- 1 Ballen = 108,872 Kilogramm